# Bitwa w kraju Senonów
Bitwa nad rzeką Saoną – bitwa stoczona w 52 r. p.n.e. przez armię rzymską dowodzoną przez prokonsula Gajusza Juliusza Cezara z powstańczą armią galijską dowodzoną przez wodza z galijskiego plemienia Arwernów – Wercyngetoryksa.
Po niepomyślnej kampanii w kraju Arwernów zakończonej porażką legionów pod Gergowią Cezar znalazł się w trudnym położeniu geostrategicznym. Wypróbowane dotąd w swej wierności potężne plemię Eduów przystąpiło do powstania pod wodzą Wercyngetoryksa. Jego przywództwo zatwierdzono na ogólnogalijskim zgromadzeniu w stolicy Eduów, Bibracte.  
Wódz powstania nakazał zebrać się całej konnicy galijskiej w sile 15 tys. wojowników. Uważał jednocześnie, że ta ilość piechoty, którą już dysponował całkowicie mu wystarczy, bowiem nie zamierzał stawać do otwartej walki z Rzymianami. Jazda miała posłużyć do blokowania przejść i przeszkadzania w zaopatrywaniu się legionom rzymskim w żywność i paszę. Wobec przewagi taktycznej w polu rzymskich legionów Wercyngetoryks nadal zamierzał stosować taktykę spalonej ziemi i tym zmusić Cezara do opuszczenia Galii. 
Prokonsul orientował się doskonale, że Galowie dysponują znacznie liczniejszą jazdą, która po zablokowaniu wszystkich dróg do rzymskiej Prowincji (Galia Zaalpejska) uniemożliwiała dotarcie jakichkolwiek posiłków dla Rzymian stacjonujących na terenach plemienia Lingonów, w okolicach dziś Langres. Wódz rzymski zdołał jednak wysłać gońców do Germanii i sprowadzić stamtąd jeźdźców i lekko zbrojnych piechurów, którzy walczyli między jezdnymi trzymając się podczas ataku końskich grzyw. Widząc ich nędzne konie Gajusz Juliusz Cezar nakazał zebrać wszystkie konie trybunów wojskowych, ekwitów rzymskich i wysłużonych ochotników i rozdzielił je między Germanów. 
Kiedy Wercyngetoryks otrzymał żądane posiłki ruszył w ślad za Cezarem, który chcąc nieść pomoc zagrożonej przez powstańców Prowincji rozkazał legionom marsz ku ziemiom Sekwanów. Po doścignięciu maszerujących Rzymian wódz galijski rozłożył swą armię trzema obozami w odległości ok. dziesięciu tysięcy kroków (15 km) od obozu Rzymian. Na zwołanej naradzie ujawnił naczelnikom plemiennym swój plan. Upojony zwycięstwem pod Gergowią Wercyngetoryks uważał, że należy uderzyć na Rzymian w trakcie marszu, gdyż w przeciwnym razie kiedy dotrą oni do Prowincji, to po uzupełnieniu swych sił powrócą do Galii i w ten sposób wojna się nie zakończy. Według niego należało zaatakować legiony w trakcie marszu, kiedy zaskoczone nieoczekiwanym atakiem nie będą mogły sformować szyku bitewnego. To pozwoliłoby na zdobycie i zniszczenie taborów. W żadnym wypadku Wercyngetoryks nie przewidywał wciągnięcia swych oddziałów w regularną bitwę z Rzymianami. Plan został przyjęty jednogłośnie i już następnego dnia Galowie w trzech kolumnach złożonych z samej jazdy ruszyli w kierunku rzymskiego obozu, zaś oddziały piechoty zostały rozmieszczone przed obozem jako jego ubezpieczenie. Wódz galijski umieściwszy dwa oddziały na skrzydłach, nakazał, by oddział jazdy znajdujący się w centrum powstrzymał gwałtownym atakiem marsz rzymskiej kolumny od czoła. Widząc zbliżających się Galów Gajusz Juliusz Cezar również podzielił swe siły na trzy części i rozkazał uderzyć na nieprzyjaciela. 
Według dzisiejszych ustaleń bitwa rozegrana została ok. 6 km od Dijon. Zaczęła się jednocześnie w trzech miejscach starciem jazdy Galów z Rzymianami. Tylko, że ci ostatni wbrew przewidywaniom Wercyngetoryksa zamiast się bronić przeszli do frontalnych ataków na zagrożonych odcinkach kolumny marszowej. Okazało się, że legiony szły w ubezpieczeniu i były gotowe do natychmiastowego odparcia ataku. Wydaje się więc, że Galowie zaniedbali nie tylko sprawy związane z rozpoznaniem sił przeciwnika, ale upojeni triumfem pod Gergowią zlekceważyli samego Gajusza Juliusza Cezara i jego dziesięć legionów. Ten zaś potrafił przewidzieć zamiary Galów i odpowiednio się przygotować. 
Na rozkaz Cezara kolumna marszowa Rzymian została zatrzymana, a legiony maszerujące w ubezpieczeniu natychmiast były gotowe do walki, otaczając ze wszystkich stron swe tabory. W przypadkach kiedy legionistom na poszczególnych odcinkach przychodziło z trudem odpierać ataki Galów natychmiast posyłano tam pomoc. Z przebiegu walki jednoznacznie wynika, że Cezar był przygotowany na stoczenie bitwy i nie pozostawił żadnej decyzji przypadkowi. Będąc przygotowanym na odparcie ataku Galów sam przeszedł natychmiast do działań ofensywnych. Zarządzony przez niego atak jazdy germańskiej zakończył się opanowaniem najwyższego wzgórza na prawo od głównego szyku Rzymian. Germanie po wyparciu ze wzgórza Galów rozpoczęli pościg aż do rzeki (prawdopodobnie była to rzeka Suzon, wpadająca ok. 5 km do rzeki Suche, jednego z prawych dopływów Saony – star. Arar lub Sauconna). Pościg zakończony został atakiem jazdy germańskiej na piechotę Wercyngetoryksa stojącą w ubezpieczeniu obozów, która poniosła duże straty. Obawiając się okrążenia reszta sił galijskich rzuciła się do ucieczki. Rzymianie przystąpili do energicznego pościgu zakończonego rzezią oddziałów galijskiej jazdy. O skali pościgu świadczy fakt, że do niewoli trafili trzej znakomici wodzowie z plemienia Eduów – Kotus, Kawaryllus oraz Eporedoryks. 
Wercyngetoryks widząc pierzchające oddziały jazdy zarządził odwrót piechoty oraz taborów i ruszył pośpiesznym marszem w kierunku Alezji, miasta plemienia Mandubiów. 